# Pomoc Duchowa
Pomoc Duchowa – polska grupa muzyczna z Krotoszyna wykonująca muzykę chrześcijańską z gatunków soft rock i folk. Istnieje od 1979.

## Historia zespołu
Założycielem i liderem zespołu był Maciej "Matan" Sumiński, początkowo sympatyk ruchu hipisowskiego oraz Hare Kriszna, później nawrócony na chrześcijaństwo. Początkowo obok Sumińskiego (perkusja) zespół tworzyli Piotr Kałążny (śpiew, gitara) oraz Waldemar Witek (gitara). Następnie w latach 1989-1996 zastąpili ich Jarosław i Łukasz Reisingowie oraz wielu innych. Zespół początkowo samodzielnie nagrywał i rozprowadzał swe utwory na kasetach.
Pierwsze profesjonalne nagrania Pomocy Duchowej zostały przeprowadzone w grudniu 1993 w studio Edycji Św. Pawła w Częstochowie. Ich owocem była kaseta (potem też cd) "Ballady o nowym życiu". W tym samym studio powstały kolejne płyty: "Yeshua" (1996) i "Powróćmy" (1998). Na trzech pierwszych płytach głównym Wokalistą i kompozytorem był "Matan" Sumiński. Na płytach tych grają też zawodowi muzycy z Filharmonii Częstochowskiej ("Powróćmy") oraz chór kameralny z Krotoszyna Marka Olejnika (płyta "Yeshua"). Przy nagraniach współpracował też jazzowy muzyk Łukasz Kluczniak, grający na klarnecie i saksofonie.
Począwszy od płyty "Szukałam Cię" (1999) główną wokalistką została Dorota Sumińska, która występuje w tym charakterze na płytach z lat 2003-2008. Głównymi muzykami byli wtedy : Łukasz Reising - bas, klawisze, gitarzyści - Krzysztof Meller, Piotr Polanowski, Mariusz Tryba, oraz Paweł Goliński - bas, Iwona i Marzena Urbańska - śpiew, oraz perkusiści Gerard Niemczyk, Paweł Świca, Jakub "CLama". Skład zespołu jest zmienny, przy każdej płycie współpracuje kilkanaście osób.
Zespół zaczynał od utworów soft-rockowych zbliżonych do muzyki Pink Floyd, następnie zwracając się trochę w kierunku akustycznego balladowego brzmienia (3 pierwsze płyty z Matanem) aż do muzyki "praise & worship" z Dorotą. Odejściem od tej stylistyki była płyta New Project z 2005 r. zawierająca muzykę z gatunku chill-out i lounge nagrana w duecie przez Matana z Gerardem Niemczykiem.
Kilkakrotnie zespół pomagał też w nagrywaniu płyt innych zaprzyjaźnionych kompozytorów szczególnie Bogumiła Rylewicza (płyty Psalmy i Dira) oraz Waldemara Pluty "Kanana" (Ty jesteś muzyką i słowem...) czy Urszulą Sumińską-Dutkowiak "Dobry jest Bóg". Płyty te powstawały w amatorskim domowym studio nagrań Sumińskiego, który był też producentem i wydawcą.
W 1999 Matan Sumiński założył też grupę Adonai w której grali myzycy z 2 TM 2;3 i Luxtorpeda : Krzysztof Kmiecik - bas, Robert Drężek - gitary oraz ex perkusista Lombard Paweł Świca oraz jazzmani Łukasz Kluczniak i Krzysztof Bass. Zespół wydał płyty "Skosztuj zobacz" (2000) i "Ballada o Miłości" (2002) w stylu reggae-worship-rock.
Ostatnią płytą Pomocy Duchowej jest płyta "Barchu et Adonai" (2011).

## Dyskografia
- Ballady o nowym życiu (1993)
- Yeshua (1996)
- Powróćmy (1998)
- Psalmy (1998) - z Bogumiłem Rylewiczem
- Szukałam Cię (1999)
- Ty jesteś muzyką i słowem... (2000) - z Waldkiem "Kananem" Plutą
- Live (2003)
- Dokąd (2004)
- New Project (2005)
- Dira (2006) - z Bogumiłem Rylewiczem
- Hallelujah - live 2007 (2007)
- Koncert w Radomsku (live 2007, DVD)
- Uwielbiać Ciebie (live 2008, CD+DVD)
- Dobry jest Bóg (2006) z Urszulą Dutkowiak
- Barchu et Adonai (2011)